# Luis Nery
Luis Nery est un boxeur mexicain né le 12 décembre 1994 à Tijuana.

## Carrière
Passé professionnel en 2012, il devient champion du monde des poids coqs WBC le 15 août 2017 en battant Shinsuke Yamanaka par arrêt de l'arbitre à la 4e reprise. Nery est dépossédé de son titre le 28 février 2018 pour ne pas avoir respecté la limite de poids autorisée à la veille de sa première défense du titre mondial. Le 26 septembre 2020, il bat aux points Aaron Alameda et remporte le titre vacant de champion WBC des poids super-coqs, titre qu'il cède le 15 mai 2021 en étant battu par KO au 7e round par Brandon Figueroa.

## Référence
1. ↑  (en) Luis Nery knocks out Shinsuke Yamanaka in 4 (badlefthook.com)